# Indywidualny Puchar Ekstraligi 85–140 cm³
Indywidualny Puchar Ekstraligi 85–140 cm³ – rozgrywki miniżużlowe dla zawodników do 13. roku życia w kategorii pojemnościowej 85–140 cm³ (w 2022 – 85–125 cm³). Rozgrywane są od 2022 roku.

## Medaliści
| 8 rund                                              |
| --------------------------------------------------- |
| Częstochowa Bydgoszcz Toruń Bydgoszcz Wawrów Rybnik |

| 9 rund                                                                        |
| ----------------------------------------------------------------------------- |
| Bydgoszcz Częstochowa Toruń Wawrów Rybnik Bydgoszcz Toruń Częstochowa Rędziny |

| 9 rund                                                                |
| --------------------------------------------------------------------- |
| Częstochowa Lublin Rybnik Wawrów Bydgoszcz Rybnik Toruń Wawrów Krosno |

| 9 rund                                                                |
| --------------------------------------------------------------------- |
| Wawrów Bydgoszcz Lublin Gdańsk Częstochowa Rybnik Toruń Wawrów Rybnik |